# Karwinskia parvifolia
Karwinskia parvifolia är en brakvedsväxtart som beskrevs av Joseph Nelson Rose. Karwinskia parvifolia ingår i släktet Karwinskia och familjen brakvedsväxter. Inga underarter finns listade i Catalogue of Life.